# Pipers River (Tasmanie)
Pour les articles homonymes, voir Pipers River (homonymie).
Pipers River est une petite township sur la rivière du même nom au nord de la Tasmanie, en Australie.

## Histoire
Le bureau de poste a ouvert le 6 avril 1865. Il a été rebaptisé Piper's River Upper en 1870 et Piper's River en 1887.

## Géographie

### Voies de communication
La route de Pipers River sert de voie de communication pour relier Launceston à l'autoroute de Bridport. La route est bitumée et bien entretenue, cependant il existe de nombreux virages serrés, surtout au niveau de Karoola.

## Démographie
Au recensement de 2006, Pipers River avait une population de 445 habitants.

## Économie
Le village possède un court de tennis, un magasin général avec drive, une caserne de pompiers, une église et son cimetière.